# Portada/article maig 17

## Jean Fouquet
Jean Fouquet (Tours, França, 1420 – 1481) és considerat un dels grans pintors del Renaixement primerenc i el renovador de la pintura francesa del segle xv. Format en la tradició francesa del gòtic internacional, va desenvolupar un nou estil en el que integrà les tonalitats cromàtiques fortes del gòtic, amb la perspectiva i els volums italians, i la innovació naturalista dels primitius flamencs. Les seves obres mestres són el Díptic de Melun i les miniatures del Llibre d'Hores d'Étienne Chevalier.
Va ser un pintor de molt renom a la seva època però després la seva obra va quedar oblidada fins que, durant el segle xix, va ser rehabilitada pels romàntics francesos i alemanys que estaven molt interessats en l'art medieval. La seva obra es va revalorar definitivament durant una exposició sobre francesos primitius, organitzada a la Biblioteca Nacional de París el 1904.